# Mercedes Cebrián
Pour les articles homonymes, voir Cebrián.
 (octobre 2012).
Si vous disposez d'ouvrages ou d'articles de référence ou si vous connaissez des sites web de qualité traitant du thème abordé ici, merci de compléter l'article en donnant les références utiles à sa vérifiabilité et en les liant à la section « Notes et références ».
Mercedes Cebrián, née à Madrid en 1971, est un écrivain et traductrice espagnole.

## Biographie
Titulaire d'un diplôme en sciences de l'information à l'Université Complutense, Mercedes Cebrián a été boursière de littérature de la Residencia de Estudiantes de Madrid (2002-2004) et de l'Académie d'Espagne à Rome (2006-2007), ainsi qu’écrivain résident au Centre de Civitella Ranieri et à la Ledig House International Writers Residency.
Chroniqueuse du journal Público, elle collabore régulièrement aux suppléments El Viajero d’El País et Culturas de La Vanguardia.
Elle a traduit en espagnol Georges Perec, Alan Sillitoe et Alain de Botton. Sa traduction de L’Infraordinaire de Perec reçut en 2008 le prix Mots Passants de l'Université de Barcelone pour la meilleure traduction du français.

## Œuvres
Ses œuvres ne sont pas traduites en français.
- El malestar al alcance de todos (editorial Caballo de Troya, 2004) (Relatos y poemas)
- Mercado común (editorial Caballo de Troya, 2006) (Poemas)
- 13 viajes in vitro (Blur, 2008) (Crónicas)
- Sala de máquinas (Ediciones de la librería Cálamo, 2009)
- Cul-de-sac (Alpha Decay, 2009)
- La nueva taxidermia (Mondadori, 2011)